# موخاخ (داغستان)
موخاخ (به لاتین: Mukhakh) یک منطقهٔ مسکونی در روسیه است که در داغستان واقع شده‌است.